# Sắt(III) phosphat

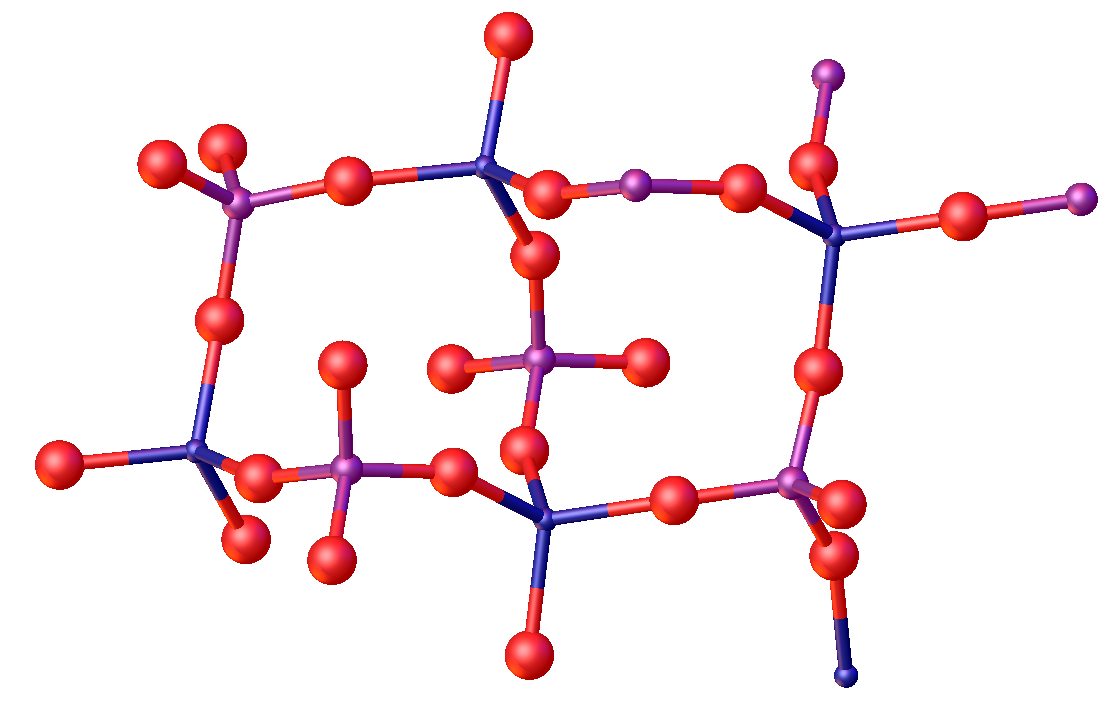
Cấu trúc FePO_{4}

Sắt(III) phosphat, hay ferric phosphat, là một hợp chất vô cơ có công thức hóa học FePO4. Một số vật liệu liên quan được biết đến, bao gồm bốn dạng đa hình của FePO4 và hai dạng đa hình của FePO4·2H2O. Những vật liệu này tìm thấy một số ứng dụng kỹ thuật cũng như xảy ra trong vương quốc khoáng sản.

## Cấu trúc
Dạng phổ biến nhất của FePO4 có cấu trúc của thạch anh α-. Như vậy P và Fe có dạng hình học phân tử tứ diện. Ở áp suất cao, sự thay đổi pha xảy ra với cấu trúc dày đặc hơn với các tâm Fe bát diện. Hai cấu trúc chỉnh hình và một pha đơn hình cũng được biết đến. Trong hai dạng đa hình của đihydrat, tâm Fe là bát diện với hai phối tử nước cis- lẫn nhau.

## Ứng dụng
Sắt(III) phosphat có thể được sử dụng trong các quy trình sản xuất thép và kim loại. Khi liên kết với bề mặt kim loại, sắt(III) phosphat ngăn chặn quá trình oxy hóa kim loại hơn nữa. Sự hiện diện của nó chịu trách nhiệm một phần cho khả năng chống ăn mòn của trụ sắt Delhi. Lớp phủ sắt(III) phosphat cũng chủ yếu được sử dụng làm lớp phủ cơ bản cho sơn nhằm tăng độ bám dính với bề mặt sắt hoặc thép. Nó thường được sử dụng trong chống gỉ. Nó cũng có thể được sử dụng để liên kết các loại vải, gỗ và các vật liệu khác với các bề mặt này. Lớp phủ sắt(III) phosphat thường được áp dụng như là một phần của quá trình sơn hoặc sơn tĩnh điện.
Sắt(III) phosphat khan đã được nghiên cứu như một điện cực xen kẽ trong pin lithi-ion mặc dù có độ dẫn điện tử thấp.

### Thuốc trừ sâu
Sắt(III) phosphat là một trong số ít chất đã được phê duyệt để sử dụng trong việc thực hành canh tác hữu cơ. Các viên thuốc trừ sâu có chứa sắt(III) phosphat cộng với một tác nhân chelat, như EDTA, lọc các kim loại nặng từ đất vào nước ngầm. Viện nghiên cứu nông nghiệp hữu cơ (FiBL) đã báo cáo hàm lượng EDTA và các sản phẩm được tuyên bố có khả năng không an toàn hơn mồi kim loại.]Sắt(III) phosphat và mồi ốc được bán trên thị trường ở Mỹ có chứa EDTA.

## Sử dụng trong thực phẩm
Sắt(III) phosphat không được phép làm phụ gia thực phẩm trong Liên minh châu Âu. Nó đã được rút ra khỏi danh sách các chất được phép trong chỉ thị 2002/46/EC năm 2007.

## Hợp chất khác
FePO4 sẽ tác dụng với NH3 ở điều kiện thích hợp để tạo chất rắn màu lục nhạt FePO4·2NH3, d = 2,52 g/cm³.
FePO4 có thể tác dụng với N2H4, tạo ra FePO4·2N2H4·0,7H2O là chất rắn màu trắng, bị phân hủy nhanh trong không khí.
FePO4 có thể tác dụng với CO(NH2)2 ở 85 °C (185 °F; 358 K), tạo ra FePO4·6CO(NH2)2 là tinh thể màu nâu.
FePO4 khi được trộn với H3PO4 theo tỉ lệ 1:2 dưới điều kiện thích hợp sẽ tạo ra các tinh thể màu đỏ là sắt(III) đibiphosphat, Fe(H2PO4)3.